# Turkish Airlines Open Antalya 2019
Il Turkish Airlines Open Antalya 2019 è stato un torneo professionistico di tennis giocato sui campi in erba. È stata la terza edizione dell'evento facente parte dell'ATP Tour 250 nell'ambito dell'ATP World Tour 2019. Il torneo si è svolto al Kaya Palazzo Resort di Adalia, in Turchia, dal 23 al 29 giugno 2019.

## Partecipanti

### Teste di serie
| Nazionalità          | Giocatore           | Ranking* | Testa di serie |
| -------------------- | ------------------- | -------- | -------------- |
| Francia              | Benoît Paire        | 28       | 1              |
| Francia              | Adrian Mannarino    | 34       | 2              |
| Australia            | Jordan Thompson     | 46       | 3              |
| Spagna               | Pablo Carreño Busta | 58       | 4              |
| Bosnia ed Erzegovina | Damir Džumhur       | 62       | 5              |
| Francia              | Ugo Humbert         | 64       | 6              |
| Italia               | Andreas Seppi       | 68       | 7              |
| Portogallo           | João Sousa          | 71       | 8              |

* Ranking al 17 giugno 2019.

### Altri partecipanti
I seguenti giocatori hanno ricevuto una wildcard per il tabellone principale:
- Altuğ Çelikbilek
- Cem İlkel
- Ergi Kırkın

I seguenti giocatori sono entrati in tabellone con il ranking protetto:
- Jozef Kovalík
- Janko Tipsarević

I seguenti giocatori sono passati dalle qualificazioni:

- JC Aragone
- Steve Darcis
- Kevin Krawietz
- Viktor Troicki

### Ritiri
Prima del torneo
- Ričardas Berankis → sostituito da  Bradley Klahn

Durante il torneo
- Damir Džumhur

## Partecipanti al doppio

### Teste di serie
| Nazione   | Giocatore         | Nazione  | Giocatore            | Ranking* | Testa di serie |
| --------- | ----------------- | -------- | -------------------- | -------- | -------------- |
| Germania  | Kevin Krawietz    | Germania | Andreas Mies         | 43       | 1              |
| Brasile   | Marcelo Demoliner | India    | Divij Sharan         | 95       | 2              |
| Messico   | Santiago González | Pakistan | Aisam-ul-Haq Qureshi | 109      | 3              |
| Rep. Ceca | Roman Jebavý      | Austria  | Philipp Oswald       | 119      | 4              |

* Ranking aggiornato al 1º luglio 2019.

### Altri partecipanti
Le seguenti coppie hanno ricevuto una wildcard per il tabellone principale:
- Sarp Ağabigün /  Yankı Erel
- Tuna Altuna /  Cem İlkel

## Campioni

### Singolare
Lorenzo Sonego ha sconfitto in finale  Miomir Kecmanović con il punteggio di 6(5)–7, 7–6(5), 6-1.
- È il primo titolo in carriera per Sonego.

### Doppio
Jonathan Erlich /  Artem Sitak hanno sconfitto in finale  Ivan Dodig /  Filip Polášek con il punteggio di 6-3, 6-4.